# Berwang
Berwang è un comune austriaco di 554 abitanti nel distretto di Reutte, in Tirolo.